# Coupe de France 2004
Die Coupe de France 2004 war die 13. Austragung der Coupe de France, einer seit der Saison 1992 stattfindenden Serie von französischen Eintagesrennen. Die Fahrerwertung gewann der Norweger Thor Hushovd vom französischen Team Crédit Agricole, das auch die Teamwertung gewann.

## Rennen
| Datum         | Rennen                             | Sieger            | Führender (Fahrerwertung) |
| ------------- | ---------------------------------- | ----------------- | ------------------------- |
| 21. Februar   | Tour du Haut-Var                   | Marc Lotz         | Dmitri Fofonow            |
| 22. Februar   | Classic Haribo                     | Thor Hushovd      | Thor Hushovd              |
| 21. März      | Grand Prix Cholet-Pays de la Loire | Bert De Waele     | Thor Hushovd              |
| 2. April      | Route Adélie                       | Anthony Geslin    | Thor Hushovd              |
| 4. April      | Grand Prix de Rennes               | Andrus Aug        | Thor Hushovd              |
| 13. April     | Paris–Camembert                    | Franck Bouyer     | Thor Hushovd              |
| 15. April     | Grand Prix de Denain               | Thor Hushovd      | Thor Hushovd              |
| 18. April     | Tour de Vendée                     | Thor Hushovd      | Thor Hushovd              |
| 25. April     | Tro Bro Leon                       | Samuel Dumoulin   | Thor Hushovd              |
| 2. Mai        | Trophée des Grimpeurs              | Christophe Moreau | Thor Hushovd              |
| 29. Mai       | A Travers le Morbihan              | Thomas Voeckler   | Thor Hushovd              |
| 31. Mai       | Grand Prix de Villers-Cotterêts    | Stuart O’Grady    | Thor Hushovd              |
| 5. Juni       | Classique des Alpes                | Óscar Pereiro     | Thor Hushovd              |
| 1. August     | Polynormande                       | Sylvain Chavanel  | Thor Hushovd              |
| 30. August    | Boucles de l’Aulne                 | Frédéric Finot    | Thor Hushovd              |
| 19. September | Grand Prix d’Isbergues             | Ludovic Capelle   | Thor Hushovd              |
| 7. Oktober    | Paris–Bourges                      | Jérôme Pineau     | Thor Hushovd              |

## Fahrerwertung
| Position | Fahrer           | Team                       | Punkte |
| -------- | ---------------- | -------------------------- | ------ |
| 1        | Thor Hushovd     | Crédit Agricole            | 199    |
| 2        | Pierrick Fédrigo | Crédit Agricole            | 135    |
| 3        | Jérôme Pineau    | Brioches la Boulangère     | 111    |
| 4        | Thomas Voeckler  | Brioches la Boulangère     | 98     |
| 5        | Sylvain Chavanel | Brioches la Boulangère     | 86     |
| 6        | Franck Bouyer    | Brioches la Boulangère     | 79     |
| 7        | Stuart O’Grady   | Cofidis                    | 68     |
| 8        | Frédéric Guesdon | fdjeux.com                 | 67     |
| 9        | Frédéric Finot   | R.A.G.T. Semences-MG Rover | 61     |
| 10       | Anthony Geslin   | Brioches la Boulangère     | 60     |

## Teamwertung
| Position | Team                   | Punkte |
| -------- | ---------------------- | ------ |
| 1        | Crédit Agricole        | 133    |
| 2        | Brioches la Boulangère | 115    |
| 3        | fdjeux.com             | 101    |